# 구상 (시인)
구상(具常, 1919년 9월 16일 ~ 2004년 5월 11일)은 대한민국의 시인, 언론인이다. 본명은 구상준(具常浚)이다.

## 주요 경력
- 前 중앙대학교 예술대학원 객원교수

## 생애
1919년 서울에서 출생하였지만 일가족과 함께 서울을 떠나 지난날 한때 함경남도 함흥에서 잠시 유아기를 보낸 적이 있으며 그 후 그 이외에는 대부분 함경남도 원산부에서 성장하였다. 독실한 로마 가톨릭교회 신자로서 1938년 원산 덕원 성 베네딕도회 수도원 부설 신학교 중등과를 수료하고 1941년 니혼 대학교 전문부 종교과에서 학사 학위를 취득하였다.
이후 귀국하여 여러 직업을 전전하면서 문학활동을 시작하였다. 해방후 원산의 작가동맹에서 펴낸 시집 《응향》에 자신의 시를 실었으나, 1946년 응향 사건이 발생하여 조선민주주의인민공화국 당국으로부터 반동적이라는 비판을 받고 월남하였다. 이후 언론계에 투신하였고 1950년 한국 전쟁이 발발하자 종군기자단에 참가하기도 하였다. 제자들에게 아무리 사회에 올바름이 없더라도, 기독교인은 차라리 바르게 살아야 한다고 가르칠만큼 올바름에 대한 올곧은 추구를 중요하게 생각한 구상 시인은 이승만 정권에 반대하는 민주언론 운동을 하다가 반공법 위반으로 구속되기도 했지만 곧 무죄로 석방되었다.
그 뒤로는 현실 정치와는 거리를 두고 언론과 문학활동에만 몰두하였다. 1960년 4·19 혁명 이후 그의 반독재 경력을 높이 산 민주당 정권과, 1949년 육군정보국에서 일하던 시절부터 친분을 쌓은 박정희가 정계입문을 권하기도 하였으나 모두 거절하였다. 미국 하와이 대학교에서 한국문학을 강의하기도 하였다. 그리고 화가 이중섭, 승려 중광, 장애인 화가 김기창, 시인 고은 등 다양한 방면의 예술가와 교류하였다. 2004년 5월 11일에 지병인 폐질환과 교통사고 후유증이 악화되어 향년 86세를 일기로 세상을 떠났으며, 경기도 안성시 천주교 공원묘지에 안장되었다.
그의 작품은 주로 가톨릭 신앙에 바탕한 것으로 세계 각국의 언어로 번역되었고 프랑스 문부성에서 선정한 세계 200대 시인에 들기도 하였다.

## 구상을 연기한 배우
- 임병기 - 2004년 EBS 드라마 《명동백작》

## 상훈과 추모
- 1955년 금성화랑 무공훈장
- 1957년 서울시 문화상
- 1970년 국민훈장 동백장
- 1980년 대한민국 문학상 본상
- 1993년 대한민국 예술원상
- 2004년 금관문화훈장

## 같이 보기
- 한국어 시인 목록